# Cerastoderma glaucum
El berberecho verde o birollo (Cerastoderma glaucum) es una especie de molusco bivalvo de la familia Cardiidae. No se reconocen subespecies.

## Descripción
Su concha es de forma ovalada y presenta unas veinte costillas radiales cruzadas por estrías de crecimiento. Su coloración varía, puede ser parda o amarillenta, pero es más frecuentemente blanca o blanca y marrón.

## Distribución y hábitat
Es propio del mar Mediterráneo, el mar Negro, el Caspio y el Báltico, así como en el mar del Norte, donde se encuentra junto al berberecho común (Cerastoderma edule). Se encuentra en aguas marinas o salobres a poca profundidad, habitualmente enterrada en fondos fangosos o arenosos.